# Aeroportul Papondetta
Aeroportul Papondetta (IATA: EIA, ICAO: valoare necunoscută) este un aeroport din Provincia Oro⁠(d), Papua Noua Guinee ce deservește zona Popondetta⁠(d).
aeroportul dispune de o singură pistă.